# 세드리크 니콜라트루아양
세드리크 니콜라트루아양(프랑스어: Cedric Nicolas-Troyan)은 프랑스의 시각효과 디자이너, 영화 감독이다. 《스노우 화이트 앤 더 헌츠맨》(2012)에서의 CG 담당 역할로 아카데미 시각효과상 후보에 들었고, 속편인 《헌츠맨》(2016)의 감독으로 내정되었다.

## 출연 작품
- 케이트 (2021)
- 헌츠맨: 윈터스 워 (2016)